# Romney Island
Romney Island ist eine Insel in der Themse am Romney Lock bei Windsor in Berkshire, England. Die langgestreckte Insel ist mit Büschen und Bäumen bewachsen.
Die Insel war immer ein beliebter Angelplatz. Izaak Walton angelte hier. Die Insel trennt die Zufahrt zur Schleuse vom Flusslauf über das Wehr. Es gibt Pläne an der Insel ein Wasserkraftwerk zu errichten. Die Pläne wurden im Mai 2008 in einer überarbeiteten Version vorgestellt, nachdem sie im Februar 2008 zunächst zurückgezogen worden waren.